# Simianus globicollis
Simianus globicollis is een keversoort uit de familie Callirhipidae. De wetenschappelijke naam van de soort werd in 1924 als Simianellus globicollis gepubliceerd door Fritz Isidore van Emden.